# خانه عزیزی
خانه عزیزی مربوط به دوره قاجار است و در شهرستان خوسف، بخش خوسف، روستای خور واقع شده و این اثر در تاریخ ۲۲ مرداد ۱۳۸۴ با شمارهٔ ثبت ۱۳۱۲۶ به‌عنوان یکی از آثار ملی ایران به ثبت رسیده است.